# Гинтер Фелингер
Гинтер Фелингер (Линц, 1968) је аустријски економиста и ЕУ и НАТО лобиста. Познат је по својим екстремним антисрпским ставовима и залагању за независност Косова и Метохије.

## Биографија
Рођен је 1968. године у аустријском граду Линцу. Дипломирао је на Бечком универзитету економије и бизниса.
Радио је у невладиним организацијама широм Европе.
Од 2005. Гинтер је фокусиран на економске реформе и политику малих и средњих предузећа у европским земљама у транзицији, углавном на Косову и Метохији, у Албанији и Украјини.
Заговорник је ширења НАТО пакта и Европске уније (ЕУ).

## Антисрпски ставови
Фелингер је познат по својим екстремним антисрпским ставовима које објављује на друштвеним мрежама. Захтевао је да Србија призна независност Косова и Метохије, уведе санкције Русији, да на згради Председништва Србије у Београду буде окачена Украјинска застава и да се Хотел Москва преименује у Хотел Кијев. Током посете Београду захтевао да се споменик Милици Ракић замени спомеником Мадлен Олбрајт и сликао се са НАТО и албанском заставом. Слику са НАТО заставом у Београду је објавио на годишњицу почетка НАТО агресије на СР Југославију и том приликом се захвалио НАТО на бомбардовању. У добрим односима је са адвокатом Чедомиром Стојковићем коме је био гост на једној конференцији у Београду.
Фелингерови потези изазвали су бес српске јавности и дијаспоре након чега су његов број телефона и адреса у Бечу јавно објављени. Након овог догађаја Фелингер је навео да је целу ноћ добијао претеће поруке од „српских екстремиста”.

## Антимакедонски ставови
Захтевао је да Северна Македонија укине празнике које Бугарска сматра провокативним, попут Дана македонске револуционарне борбе и Дана устанка народа Македоније, као и да Северна Македонија почне да слави 4. април као Дан НАТО-а.